# Bola de Trueno (cómic)
Bola de Trueno (Eliot Franklin) (en inglés: Thunderball) es un supervillano ficticio que aparece en los cómics estadounidenses publicados por Marvel Comics. Es un enemigo frecuente de Thor y un aliado poco renuente del Demoledor y la Brigada de Demolición.
El personaje hizo su debut de acción en vivo en la miniserie de televisión del Universo Cinematográfico de Marvel en She-Hulk: Attorney at Law (2022), interpretado por Justin Eaton.

## Historial de publicaciones
El personaje fue creado por Len Wein y Sal Buscema y apareció por primera vez en Defenders #17 (noviembre de 1974).

Phillip Lamarr Cunningham identifica cómo los supervillanos negros a menudo se ven obligados a elegir entre un gran poder y un gran intelecto: 
Thunderball, quien a pesar de su intelecto a nivel de genio se basa principalmente en su fuerza, ha recurrido a utilizar una bola y una cadena como arma y comete crímenes con su banda de rufianes, La Brigada de Demolición.

## Biografía del personaje ficticio
El Dr. Eliot Franklin nació en Buffalo, Nueva York. Se convirtió en un brillante físico e ingeniero cuyo mayor reclamo de fama fue inventar una bomba de rayos gamma en miniatura, algo que el Dr. Robert Bruce Banner era incapaz de hacer en ese momento. El Dr. Franklin fue a menudo llamado «El Bruce Banner Negro» por su intelecto a nivel de genio y su conocimiento científico en el campo de la radiación gamma. 
Franklin utilizó su genio científico en empleo privado, y construyó una bomba gamma miniaturizada para Empresas Richmond. Sin embargo, el ejecutivo de Richmond J.C. Pennysworth informó a Franklin que bajo los términos de su contrato, todos los conceptos intelectuales desarrollados por Franklin, incluyendo la bomba gamma, eran propiedad de Richmond, y no suya. Molesto de que no podía beneficiarse de su propio genio, Franklin lanzó un ataque y fue despedido por Pennysworth, y acompañado fuera del edificio. 
Más tarde trató de robar de nuevo sus planos para la bomba gamma, pero fue capturado y enviado a prisión. Fue allí donde encontró por primera vez a Dirk Garthwaite, Henry Camp y Brian Philip Calusky.
Una noche durante una tormenta eléctrica, Garthwaite salió de la cárcel, junto con sus compañeros de celda Henry Camp, Brian Philip Calusky y el Dr. Eliot Franklin. Recuperó su palanca mágica y la sostuvo en alto, los cuatro hombres colocando sus manos sobre ella. Un rayo cayó sobre la palanca, no sólo reactivando el encantamiento sino dándole poder a los otros tres hombres. Los cuatro criminales se llamaron a ellos mismos la Brigada de Demolición; Camp se convirtió en Bulldozer, Calusky en Martinete, y Franklin en Bola de Trueno. Poco después, Bola de Trueno tomó una bola de demolición ordinaria como un arma ofensiva que fue energizada por la palanca del Demoledor, haciéndola casi indestructible.
Bola de Trueno luego convenció a sus aliados de capturar la bomba gamma que había creado y utilizarla para pedir rescate por la ciudad de Nueva York. Ellos empezaron a destrozar los edificios propiedad de Empresas Richmond para encontrar la bomba, atrayendo la atención de los Defensores, incluyendo Nighthawk (el mismo Kyle Richmond). La Brigada fue derrotada por los Defensores y dispersados a diferentes prisiones.
Bola de Trueno más tarde luchó con el Capitán América y Puño de Hierro junto a la Brigada de Demolición al tratar de atraer a Thor a la batalla. Bola de Trueno más tarde luchó con Thor junto a la Brigada de Demolición. También luchó contra el segundo Iron Man, James Rhodes. Bola de Trueno fue trasladado al Mundo de Batalla de Beyonder durante las Secret Wars con el resto de la Brigada de Demolición y varios otros criminales, donde fueron parte de la alianza del mal del Doctor Doom y combatieron a héroes como los Vengadores, los X-Men, y los 4 Fantásticos.
La relación entre el Demoledor y Bola de Trueno ha sido algo tensa a veces. El Dr. Franklin cree que es superior al Demoledor porque es más inteligente y resiente que la fuente de su poder reside en el Demoledor. Bola de Trueno ha intentado usurpar el poder de Demoledor muchas veces, sólo para ser finalmente frustrado. Una vez, el Demoledor fácilmente aplastó la mano de Bola de Trueno después de que trató de robar su palanca. Sin embargo, el Demoledor siempre ha regresado a Bola de Trueno, porque considera a Bola de Trueno y al resto de la Brigada de Demolición como la única familia que realmente tiene. En una ocasión, la Brigada de Demolición luchó con Spider-Man y Spider-Woman al tratar de adquirir los medios para chantajear al gobierno federal. Bola de Trueno y Demoledor lucharon por el control del poder Norn, y Bola de Trueno logró robar la palanca y la agregó a sus propios poderes, pero fue derrotado por Spider-Man y Spider-Woman.
Como miembro de la Brigada de Demolición, Bola de Trueno se ha enfrentado a muchos de los superhéroes de Marvel, como Thor, Iron Man, los Vengadores y Hulk. También han formado parte de otras organizaciones de supervillanos pero siempre permanecieron juntos como un equipo. Bola de Trueno en ocasiones ha operado por su cuenta, trabajando como científico para las organizaciones criminales.
Bola de Trueno se unió a los Maestros del Mal junto a la Brigada de Demolición y tomó la Mansión de los Vengadores. Como parte de este "Sitio de la Mansión de Los Vengadores", la Brigada de Demolición, junto con otros Amos como Tiburón Tigre y Mr. Hyde, vencieron al ebrio semidiós olímpico Hércules casi hasta la muerte. Sin embargo, fueron drenados de su poder por Thor en represalia. Bola de Trueno fue protegido después de la venganza del Demoledor por la Cosa.
Bola de Trueno desarrolló una especie de debilidad por los empleados de Control de Daños, particularmente el ejecutivo de cuentas John Porter, después de que la empresa lo ayudó a recuperar su bola de demolición perdida, pues el arma había sido entregada al departamento de Perdidos y Encontrados de Control de Daños. Durante una fuga masiva de supervillanos en la Bóveda, la Brigada de Demolición se reunió con un equipo de Control de Daños dirigido por Porter. Para ayudar a Porter, sin parecer que traiciona a la Brigada, Bola de Trueno engañó a sus compañeros de equipo haciéndoles pensar que John tiene superpoderes; en realidad, Bola de Trueno golpea a la Brigada cuando las luces están apagadas y el equipo de Damage Control logra escapar. La Brigada de Demolición luchó contra los Vengadores y Fuerza de la Libertad durante el escape y Bola de Trueno luchó con Venom por el liderazgo de los convictos. En última instancia, Bola de Trueno ayudó a Iron Man y al Dr. Pym a desarmar una bomba que habría destruido la Bóveda.
La Brigada fue explotada y utilizada por un grupo de villanos en la historia Actos de Venganza. Bola de Trueno fue enviado por el Doctor Doom a ayudar a un grupo de villanos reunidos para derrotar a los 4 Fantásticos, aunque los villanos fueron todos derrotados. Con la Brigada de Demolición, Bola de Trueno liberó al Demoledor y Ulik de la custodia policial. Ellos combatieron a Hércules y Thor, y luego luchó con Thor, Excalibur, y Código Azul. Bola de Trueno fue liberado de la custodia policial por Jeff Wilde. Bola de Trueno unió fuerzas con el Imperio Secreto, creando muchos de los sistemas de armas que serían utilizados para convertir a Jeff Wilde, hijo del Midnight Man original, en un guerrero cyborg conocido como Medianoche. En una batalla con el Imperio contra Spider-Man, el Caballero Luna, y sus aliados Darkhawk, el Punisher, Nova, y Destructor Nocturno, Bola de Trueno fue uno de los pocos agentes del Imperio en sobrevivir a la destrucción de la base de la organización. Se entregó a los héroes reunidos poco después.
En otro tiempo conquistaron un planeta entero juntos, Polemachus, donde vivía Arkon. Derrocaron a Arkon y a su consorte, Thundra, y gobernaron Polemachus con la ayuda del ex Gran Visir de Arkon, quien los traicionó. Esto fue después de que perdieran brevemente sus poderes asgardianos cuando Loki tomó el poder del Demoledor, y obtuvo sus poderes de una fuente de energía totalmente diferente. Parte de esa fuente de energía era Monica Rambeau.
Durante una batalla en Londres, Bola de Trueno trata de matar a un herido Capitán América. Kelsey Leigh lo salva utilizando el escudo pero muere debido al shock de los impactos. Kelsey más tarde regresa como un nuevo Capitán Britania y aparentemente mata a Bola de Trueno, pero él sobrevive. Es, sin embargo, revelado que este Bola de Trueno o bien es Mordred, el aliado de Morgana le Fay, o Franklin poseído por él.
Más tarde, la Brigada de Demolición se mete en un banco de Los Ángeles. Ellos son confrontados por los Runaways, que los derrotan. Bola de Trueno es mordido por un miembro del equipo, Compasión, un dinosaurio del futuro.
Bola de Trueno y el resto de la Brigada son forzadas a entrar al servicio gubernamental bajo el programa Thunderbolts.
La Brigada de Demolición con Bola de Trueno ya han sido descubiertos en Canadá luchando contra el recién creado Omega Flight.
Hood le ha contratado como parte de su organización criminal para aprovecharse de la división en la comunidad de superhéroes causada por el Acta de Registro de Superhumanos. Les ayuda a luchar contra los Nuevos Vengadores pero es derrotado por el Doctor Strange.
Se le vio más tarde con el Hood viendo la invasión Skrull en televisión, ayudando a descubrir a los infiltrados Skrull desde sus propias filas y ayudando en la batalla de la alianza de Hood con los héroes contra la invasión Skrull en Central Park. Él se une a la anda de Hood en un ataque a los Nuevos Vengadores, que esperaban a los Vengadores oscuros.
Durante la historia de Siege, Bola de Trueno se rebeló contra la actitud de sus compañeros de equipo, afirmando que saquear Asgard era una blasfemia. Fue noqueado por el resto de la Brigada de Demolición antes de que finalmente fueran derrotados por los Jóvenes Vengadores.
Tras la historia de La Muerte de Wolverine en las páginas de Wolverine, Brigada de Demolición contrató a Mr. Siniestro para recuperar los restos de Wolverine y se encontró con el equipo de Mystique.
Como parte del evento All-New, All-Different Marvel, Bola de Trueno aparece como miembro de la encarnación de los Illuminati de Hood. Titania pregunta por el resto de la Brigada de Demolición y él responde: «Los abandoné. Necesitaba un cambio y Hood se lo ofreció».
Durante el arco de la historia de Search for Tony Stark, Bola de Trueno y el resto de la Brigada de Demolición se reincorporan a la pandilla de Hood mientras atacan el Castillo Doom. Bola de Trueno y Demoledor son derrotados por el Doctor Doom con su armadura de Iron Man.

## Poderes y habilidades
Bola de Trueno posee fuerza sobrehumana y un alto grado de impermeabilidad al daño gracias a la magia asgardiana impartida a través del Demoledor. Él puede soportar grandes cantidades de fuerza de conmoción, y es virtualmente a prueba de balas. El poder de Bola de Trueno aumentó todo su cuerpo, fortaleciendo sus huesos, músculos y carne. Sus habilidades sobrehumanas son actualmente cuatro veces mayores que cuando él compartió originalmente el poder de Demoledor, haciéndolo un poco más fuerte que el masculino asgardiano promedio bien entrenado.
Bola de Trueno posee una bola de demolición virtualmente indestructible unida a una cadena de 4 pies de largo (1.2 m) de longitud, encantada por el poder del Demoledor. La bola de demolición, cuando es lanzada, es capaz de volver a Bola de Trueno en una forma similar a la palanca de Demoledor y el martillo de Thor. Con esfuerzo, Bola de Trueno puede incluso controlar el camino que lleva a su regreso. Bola de Trueno puede hacer girar la bola de demolición en su cadena lo suficientemente rápido para desviar balas y armas de fuego automáticas. Al golpear la bola de demolición en el suelo, Bola de Trueno puede causar temblores localizados leves, dejando a sus oponentes fuera de balance. La bola de demolición es también lo suficientemente resistente para ser lanzada en vehículos, edificios y otras estructuras, derribándolos sin daño a sí misma. En el pasado, Hulk y Hércules ambos han destruido la bola de demolición. Cuando esto sucede, Bola de Trueno no sufre ningún efecto dañino psíquico de la destrucción de la bola. Él puede recrear el arma obteniendo una nueva bola de demolición y haciendo que Demoledor la encante por él.
Además, Bola de Trueno es muy inteligente. Es un genio científico en el campo de la ingeniería y la física, especializándose en radiación gamma. Igualmente, es un físico dotado de un doctorado en física, y es también un experimentado planificador y estratega. Al menos en una ocasión en la que no tuvo acceso a los poderes del Demoledor, utilizó sus propias habilidades de ingeniería para crear un traje de poder de armadura exoesqueleto energizado que simulaba las habilidades de la bola, aunque en una escala menor. El traje también dio a Franklin la habilidad de impactar enemigos en contacto físico. También diseñó una bola de demolición energizada capaz de proyectar pernos de energía eléctrica.

## Otras versiones

### House of M: Masters of Evil
Bola de Trueno (junto a los miembros de la Brigada de Demolición) aparece como un miembro de los Amos del Mal de Hood. Antes de que la Guardia Roja ataca Santo Rico, Bola de Trueno deja el equipo junto a Cobra, Crossbones, y Mister Hyde.

### Marvel Zombies
Al inicio de Marvel Zombies Vs. The Army of Darkness, Ash Williams accidentalmente permite a Bola de Trueno derrotar a Daredevil en combate. Bola de Trueno le agradece a Ash por derrotar a Daredevil en el proceso de darle la mano. Él es visto más tarde por Ash y Frank Castle en medio de un motín de zombis en una calle de Nueva York, con lágrimas en sus ojos mientras intenta rechazar las hordas de zombis inminentes de abrumarlo. Pese a las preocupaciones vocales de Ash, Bola de Trueno es abatido a tiros por Frank por su pasado como criminal poco antes de que Frank es vencido y muerto por las masas de zombis.

### Ultimate Marvel
Bola de Trueno apareció en Ultimate Captain America en diciembre de 2008, detallando la participación de Pantera Negra. Su verdadero nombre es Elliot Franklin y es descrito por S.H.I.E.L.D. como un criminal que de algún modo ha sido mejorado. Capitán América, bajo las órdenes de Nick Fury envía a Pantera Negra para detenerlo como una prueba para unirse a los Ultimates. Visualmente sigue siendo el mismo, pues es todavía un musculoso afroamericano, que tiene una bola gigante de 5 toneladas.

## En otros medios

### Televisión
- Bola de Trueno aparece en The Super Hero Squad Show, en el episodio «Errar es de Superhumanos» con la voz de Alimi Ballard.[39]
- Bola de Trueno aparece en The Avengers: Earth's Mightiest Heroes, en el episodio «Thor el Poderoso», con la voz de Gary Anthony Williams.
- Bola de Trueno aparece en la primera temporada de Ultimate Spider-Man en el episodio «Daños», con la voz de Chi McBride.
- Aparece también en la primera temporada de Avengers Assemble en el episodio 12, «Vengadores: Imposible».
- Aparece también en la primera temporada de la serie Hulk y los agentes de S.M.A.S.H. en el episodio 11, «El encantador de Skaar» y en la segunda temporada en el episodio 12, «Prisioneros Inesperados».
- Bola de Trueno aparece en el episodio de She-Hulk: Attorney at Law (2022), «The People vs. Emil Blonsky», interpretado por Justin Eaton.[40] Esta versión empuña un mayal asgardiano.

### Videojuegos
- Bola de Trueno aparece junto a los otros miembros de la Brigada de Demolición en Marvel: Ultimate Alliance, con la voz de Fred Tatasciore. Él y la Brigada de Demolición son vistos custodiando las puertas al Puente Bifrost. Un disco de simulación tiene a los héroes luchando con Bola de Trueno.
- Bola de Trueno aparece como jefe en el juego de Facebook Marvel: Avengers Alliance.

### Juguetes
- Bola de Trueno fue lanzado en un paquete de dos con Spider-Man en la primera ola de las figuras Secret Wars de la línea 3.75" Marvel Universe de Hasbro.